# 拉玛八世大桥
拉玛八世大桥位于泰国曼谷，是一座跨越湄南河的斜拉桥，为缓解附近帕宾劳大桥的交通堵塞而兴建。大桥建于1999年至2002年，2002年5月7日通车，并于同年9月20日——已故泰国国王拉玛八世的诞辰纪念日当天举行了启用仪式，并以其名号为大桥命名。
大桥采用非对称设计的倒“Y”型单塔结构，桥塔位于河流西岸，共设置84根斜拉索，主跨一侧为双索面，而另一侧为单索面。大桥主跨长300（980英尺），建成时是当时世界上主跨最长的非对称斜拉桥。

## 背景及建设
湄南河將曼谷分隔为东岸的主城区和西岸的吞武里，多座公路桥连接着河流两岸。到1990年代中期，这些跨河通道的交通堵塞情况变得特别严重，尤其是帕宾劳大桥，被认为是最为糟糕的。在普密蓬·阿杜德国王的建议下，曼谷市政府授权开展关于修建新桥的研究，桥址位于帕宾劳大桥以北，以缓解其拥堵。
曼谷市政府与英国公司莫特麦克唐纳、泰国公司爱普斯隆（Epsilon） 及西格纳（P & Cigna）签订了初步勘测设计合同，项目招标于1996年开始，但由于1997年亚洲金融危机而停滞，1998年项目得以恢复，与一家联合体签署了一次性总承包合同，该联合体包括：加拿大公司布克兰-泰勒（Buckland & Taylor）、中国建筑工程总公司、瑞士公司BBR建筑系统、以及曼谷PPD建筑公司（PPD Construction Co., Ltd.）。大桥由布克兰-泰勒公司设计，该公司的豪尔赫·托雷洪（Jorge Torrejon）和唐·伯格曼（Don Bergman）分别担任项目经理和总设计师，他们曾为温哥华的阿力克斯·菲沙桥工作，该桥建成于1986年，并在此后5年内保持着“世界上最长斜拉桥”的称号。大桥由中国建筑工程总公司负责施工，而BBR系统负责大桥拉索的供货及安装，PPD建筑负责引桥设计，来自伦敦的罗纳德·余建筑师事务所（Yee Associates）担任工程监理，斯科特·威尔森（Scott Wilson Group）泰国公司提供设计管理及现场服务。
大桥于1999年开始修建，于2002年完工，同年5月7日开通。为了向已故国王阿南达·马希多致敬，该桥以其名号“拉玛八世”来命名，他是普密蓬国王的哥哥，也是却克里王朝的第八位国王。2002年9月20日，是阿南达·马希多的诞辰纪念日，普密蓬国王亲自主持了大桥的启用仪式。

## 设计

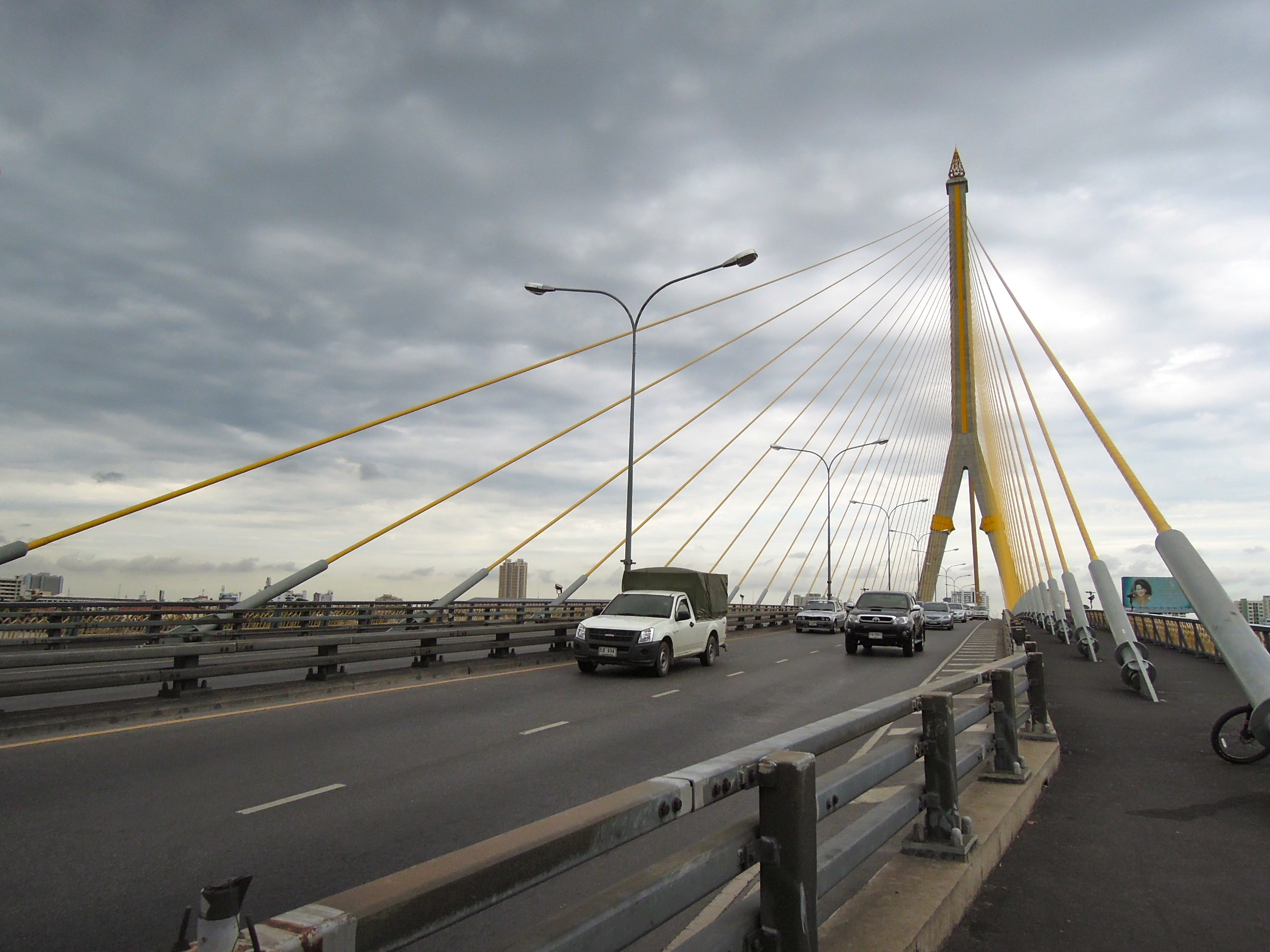
桥面

大桥采用非对称设计，单主塔位于吞武里岸一侧，塔高160（525英尺），呈倒“Y”型布置。桥面从主塔双柱间穿过，设双向四车道公路，并在两侧各设置了人行道及自行车道。56根斜拉索呈半扇形双索面布置，支撑起300（984英尺）长的主跨，另外28根斜拉索呈近竖琴形单索面布置，将主塔与边跨中部连接起来。大桥全长475（1,558英尺），大部分采用钢筋预应力混凝土修建，而主跨采用钢－混凝土组合梁。大桥建成时，是世界上主跨最长的非对称斜拉桥之一。
大桥的建筑元素包含出现在行人栏杆上的莲花图案，并涉及拉玛八世国王。斜拉索外层为金色护套，其他钢制部件也喷涂为相应的颜色。塔基由类似于象脚的八边形外壳包裹，塔顶设有一个玻璃观景台，封闭于一个15（49英尺）高的金属框架内，外形似莲花花蕾，可通过塔内电梯直达，这是世界上最高的桥梁观景台，但目前并未对外开放。两端引桥分别连接东岸的威苏卡萨路、西岸的阿伦阿玛林路及皇太后高架公路。行人可通过电梯或楼梯从两岸到达桥面，主塔周围的区域已经发展为一个公共公园，这里树立着一尊拉玛八世的雕像，2012年6月9日由普密蓬国王揭幕。
大桥设计获得了多项国际工程大奖：2003年获得了由国际桥梁大会西宾夕法尼亚工程学会颁发的尤金·菲格奖；布克兰-泰勒凭借该桥设计获得了《加拿大咨询工程师》（Canadian Consulting Engineer）的2003年度卓越奖，以及第14届CEBC（不列颠哥伦比亚咨询工程师）卓越工程优异奖。大桥还描绘在15系列20泰铢纸币的背面，成为拉玛八世国王肖像的背景。

## 备注
1. ↑  2011年工作日每日平均數據